# Staatsratsgebäude

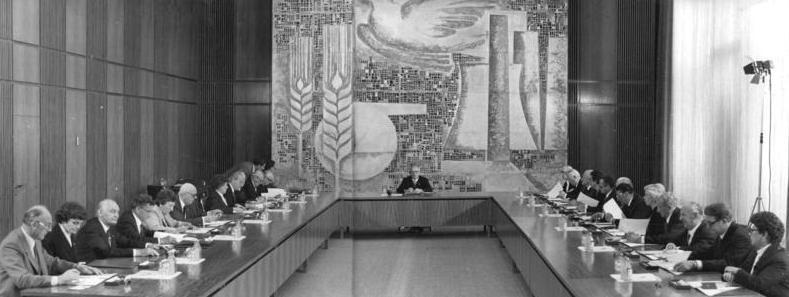
Zitting van de Staatsraad in 1981

Het Staatsratsgebäude (Nederlands: Gebouw van de Staatsraad) is gebouwd tussen 1962 en 1964 ten behoeve van de Staatsraad van de DDR. Het Staatsratsgebäude staat aan de Schloßplatz 1 (tot 1994 Marx-Engels-Platz) in de Berlijnse wijk Mitte. Het gebouw werd onder meer gebruikt voor diplomatieke ontvangsten en voor het uitreiken van onderscheidingen. In 1999-2001 zetelde hier de Duitse bondskanselier.

## Architectuur
De architectuur van het Staatsratsgebäude kan beschouwd worden als eerste uitdrukking van de stilistische zakelijkheid in de bouwkunst in de DDR van de jaren zestig. Het architectencollectief Roland Korn en Hans Erich Bogatzky legde daarmee de grondsteen voor het modernisme in de DDR.
In de gevel van het Staatsratsgebäude is het zogenaamde Karl Liebknechtportaal asymmetrisch geïntegreerd. Dit portaal is het voormalige Portaal IV van het Berliner Stadtschloss. Vanaf het balkon van dit portaal riep Karl Liebknecht op 9 november 1918 de Socialistische Republiek uit. Het Berliner Stadtschloss werd in 1950 op bevel van Walter Ulbricht, de partijvoorzitter in de DDR, opgeblazen. Het Karl Liebknechtportaal bestaat daarom slechts voor ongeveer een vijfde uit originele onderdelen van Portaal IV. Het balkon werd in het Staatsratsgebäude geïntegreerd als symbool voor de verwerkelijking van de doelstellingen van Karl Liebknecht en de Novemberrevolutie in de vorm van de socialistische DDR.
Deze pretentie werd onderstreept door een glaskunstwerk van Walter Womacka, dat over de gehele hoogte van het gebouw in de foyer en het trappenhuis de geschiedenis van de arbeidersbeweging in Duitsland vanuit het gezichtspunt van de SED toont. Hierin wordt de socialistische Spartacusbond van Rosa Luxemburg en Karl Liebknecht verbonden met de traditionele arbeidersbeweging, met als hoogste graad van ontwikkeling de DDR.

## Gebruik
Vanaf de oplevering van het gebouw tot 5 april 1990 huisvestte het Staatsratsgebäude de Staatsraad van de DDR. Hier werkten achtereenvolgens Walter Ulbricht (tot 1973), Willi Stoph (1973–1976), Erich Honecker (1976–1989), Egon Krenz (24 oktober 1989 tot 6 december 1989) en uiteindelijk Manfred Gerlach (6 december 1989 tot 5 april 1990).
Na 1990 werd het Staatsratsgebäude onregelmatig gebruikt. Van tijd tot tijd was in het gebouw een informatiecentrum over de bouw van Berlijn als hoofdstad van het verenigde Duitsland te vinden.
Tussen 1999 en 2001, toen het nieuwe Bundeskanzleramt werd opgeleverd, hield bondskanselier Gerhard Schröder kantoor in het Staatsratsgebäude.

## Renovatie
Sinds 1993 valt het Staatsratsgebäude onder monumentenzorg. Tussen 2003 en 2005 werd het gebouw voor € 35 miljoen gerenoveerd en geschikt gemaakt voor een nieuw gebruik als hogeschool. De renovatie vond plaats onder architect Hans-Günter Merz. De machtssymbolen van de DDR zijn bij de renovatie bewaard gebleven, waaronder het glaskunstwerk en een mozaïek van Heinrich Jungbloedt in een collegezaal met het wapen van de DDR.
Sinds begin 2006 is de ESMT Berlin in het gebouw gehuisvest.